# Geschützter Landschaftsbestandteil Ehemalige Hofstelle Rönsel

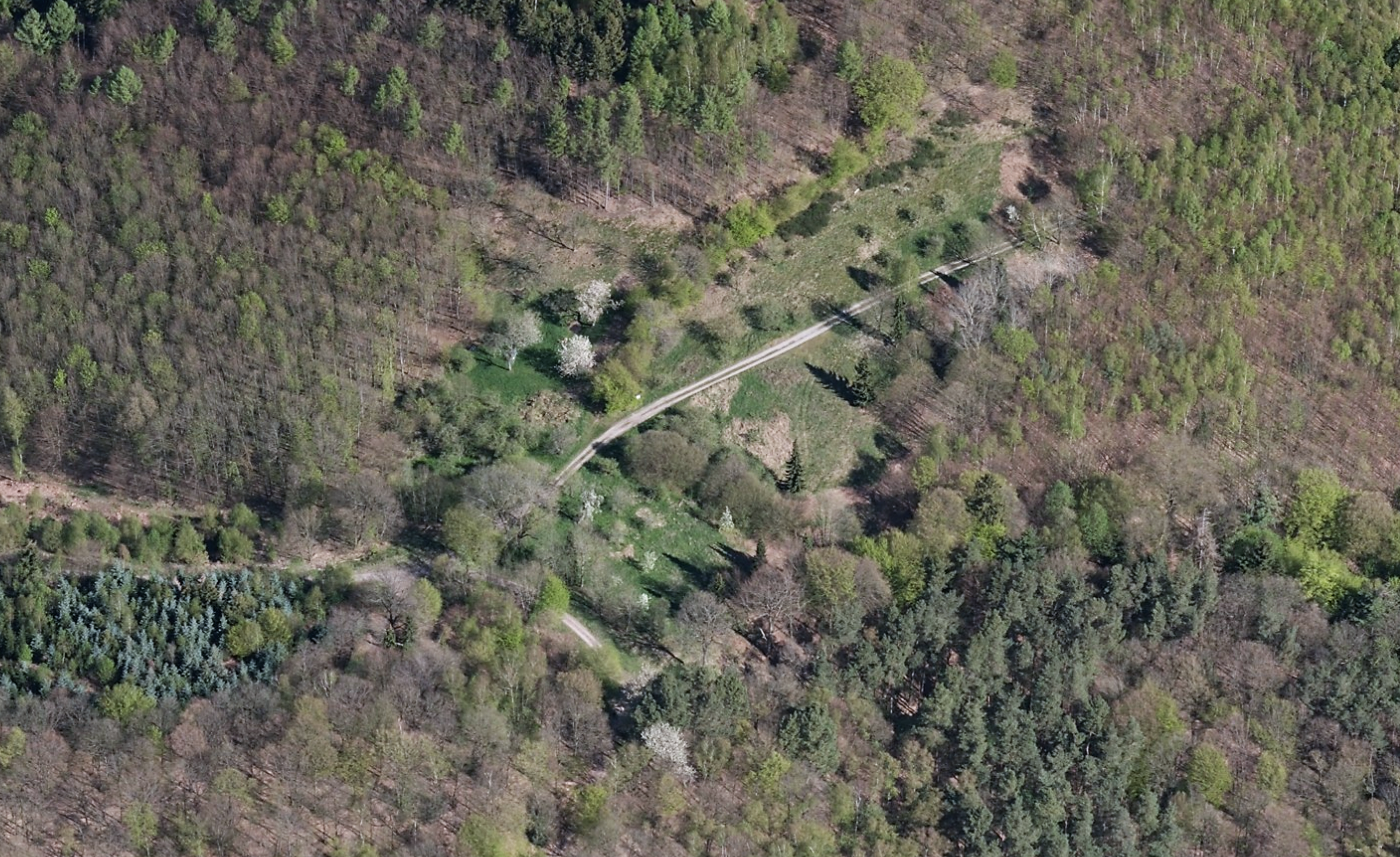
Geschützter Landschaftsbestandteil Ehemalige Hofstelle Rönsel

Der Geschützte Landschaftsbestandteil Ehemalige Hofstelle Rönsel mit einer Flächengröße von 1,5 ha liegt auf dem Gebiet der kreisfreien Stadt Hagen in Nordrhein-Westfalen. Der LB wurde 1994 mit dem Landschaftsplan der Stadt Hagen vom Stadtrat von Hagen ausgewiesen.

## Beschreibung
Beschreibung im Landschaftsplan: „Der Landschaftsbestandteil liegt südlich von Westerbauer an der Stadtgrenze zu Gevelsberg im Wald. Es handelt sich um eine ehemalige Hofstelle mit Mauerresten, Tümpel, Obstwiese und Brachflächen, die teilweise mit Fichten aufgeforstet sind. Ein Wald- und Wanderweg führt mitten durch das Gelände.“

## Schutzzweck
Laut Landschaftsplan erfolgte die Ausweisung „zur Sicherung der Leistungsfähigkeit des Naturhaushalts durch Erhalt eines strukturreichen Lebensraumes, insbesondere für wärmeliebende Tier- und Pflanzenarten, für die Lebensgemeinschaften der Obstwiesen und Brachflächen sowie für die charakteristischen Tier- und Pflanzenarten der Kleingewässer, zur Gliederung und Belebung des Landschaftsbildes durch Erhalt der Vielfalt an Landschaftselementen in Waldgebieten und zur Abwehr schädlicher Einwirkungen, insbesondere in Form von Störungen der Tierwelt durch Erholungssuchende und freilaufende Hunde, durch geeignete Maßnahmen.“